# Guitarra voluta
Guitarra voluta är en svampdjursart som beskrevs av Topsent 1904. Guitarra voluta ingår i släktet Guitarra och familjen Guitarridae. Inga underarter finns listade i Catalogue of Life.